# Aya Cissoko
Pour les articles homonymes, voir Cissoko.
Aya Cissoko, née le 23 novembre 1978 à Paris, est une boxeuse et écrivaine française. Elle a été championne du monde amateur de boxe française en 1999 et 2003, puis de boxe anglaise en 2006. En 2011, Danbé, ouvrage coécrit avec Marie Desplechin, obtient le Grand prix de l'héroïne Madame Figaro.

## Biographie
Née de parents maliens, Aya Cissoko passe les premières années de sa vie au 22 rue de Tlemcen à Paris, où sa famille vit à six dans une quinzaine de mètres carrés. Elle traverse plusieurs drames familiaux, d'abord la mort de son père et de sa sœur le 28 novembre 1986 dans un incendie criminel, puis le décès de son frère onze mois plus tard. Sauvée par sa mère dans l'incendie, elle erre avec sa famille entre hôpitaux et hébergement chez des proches avant d'être relogée au 140 rue de Ménilmontant.
Elle débute la boxe française à 8 ans et la compétition à 9 ans. Fidèle du Boxing Club Paris 20e, elle est entraînée par Jean Rauch,.
Très investie dans la boxe, elle s'impose en 1999 en obtenant les titres de championne de France et du monde de boxe française. Après un arrêt de deux ans pour ses études, un BTS comptabilité/gestion obtenu en alternance, elle devient de nouveau championne du monde de boxe française en 2003. En 2005, Aya Cissoko change alors de sport pour évoluer en boxe anglaise par manque d'adversaires dans sa discipline. Comptable le jour, l'athlète de haut niveau s'entraîne matin et soir six jours sur sept. Dès l'année suivante, en 2006, elle réussit l'exploit de devenir championne de France, d'Europe, de l'Union Européenne et du monde la même année. Le 23 novembre 2006, elle remporte le titre de championne du monde de boxe anglaise à New Delhi en Inde. Elle devient la deuxième boxeuse française à devenir championne du monde amateure après Myriam Lamare en 2002.
Lors de la deuxième reprise de la finale, sa quatrième cervicale est fracturée sur un coup de coude involontaire de son adversaire, l'Ukrainienne Alexandra Kozlan. Opérée le 8 décembre 2006 à l'hôpital de la Salpêtrière, elle a la moelle épinière touchée lors de l'opération, provoquant des défaillances neurologiques du côté droit et des douleurs récurrentes,. Lors du combat entre Myriam Lamare et Anne-Sophie Mathis, elle est présentée portant une minerve.
Elle décide alors de commencer une nouvelle vie et est admise à l'Institut d'études politiques de Paris en 2009,, aidée par la Fondation Lagardère. En 2011, elle coécrit une autobiographie intitulée Danbé avec Marie Desplechin. L'ouvrage obtient le Grand prix de l'héroïne Madame Figaro la même année. Toujours en 2011, elle écrit pour le site Rue89. L'ouvrage est adapté en 2014 sous la forme d'un téléfilm, Danbé, la tête haute, réalisé par Bourlem Guerdjou et récompensé du prix du Meilleur film au festival de la fiction TV de La Rochelle 2014 et au Colcoa Festival à Hollywood.
Son deuxième ouvrage, N'ba, paraît en 2016 aux Éditions Calmann-Lévy. Il est traduit en allemand sous le titre Ma aux Éditions Wunderhorn.
En 2022, elle publie un troisième livre, Au nom de tous les tiens, aux Éditions du Seuil, qui s'adresse à sa fille pour évoquer les racines de sa famille, « une double lignée à l'histoire violente et douloureuse, celle de guerriers bambaras du Mali qui ont affronté la colonisation, et de juifs ashkénazes déportés à Auschwitz »,.

## Ouvrages
- Danbé, avec Marie Desplechin, Calmann-Lévy, 2011  (ISBN 978-2757825426),Grand prix de l'héroïne Madame Figaro 2011
- N'ba, Calmann-Lévy, 2016  (ISBN 978-2702144756)
- Imagine Africa 2060, Peter Hammer Verlag, 2019
- Au nom de tous les tiens, Éditions du Seuil, 2022  (ISBN 978-2021506976)

## Palmarès

### France
- Championne de France de boxe amateur femme 2006

### Europe
- Championnats d'Europe de boxe amateur femmes 2006.

### Monde
- Championnats du monde de boxe française amateur femmes 1999.
- Championnats du monde de boxe française amateur femmes 2003.
- Championnats du monde de boxe amateur femmes 2006.

## Adaptation de son premier ouvrage
- 2014 : Danbé, la tête haute, téléfilm français réalisé par Bourlem Guerdjou et récompensé du Meilleur film au festival de la fiction TV de La Rochelle 2014[13].
- 2012 : Danbé, concert narratif sous casque de la Cie (Mic)zzaj.

## Vidéographie
- Champions de France - Aya Cissoko, série Champions de France, film-portrait raconté par Akhenaton (rappeur), co-réalisé par Pascal Blanchard et Rachid Bouchareb 2016, 2 minutes. [voir en ligne]